# Eduardo de Almeida Navarro
Eduardo de Almeida Navarro (Fernandópolis, 20 febbraio 1962) è un filologo e lessicografo brasiliano specialista in antico tupi e nheengatu.
È professore ordinario presso l'Universidade de São Paulo, dove insegna la lingua tupi antica dal 1993 e la lingua nheengatu dal 2009. È autore dei libri Método moderno de tupi antigo (1998) e Dicionário de tupi antigo (2013), due importanti opere sulla lingua tupi.

## Biografia
Eduardo Navarro si è laureato in geografia presso l'Università statale di San Paolo e in lettere classiche presso l'Universidade de São Paulo. Nel 1995 ha conseguito il dottorato di ricerca con una tesi sul tema delle lingue nel Rinascimento, mentre nel 1997 ha pubblicato Anchieta: vida e pensamentos, un libro sul sacerdote gesuita spagnolo José de Anchieta, autore della prima grammatica della lingua tupi antica e uno dei primi esponenti della letteratura brasiliana.
Nel 1998 ha pubblicato il libro Método moderno de tupi antigo: a língua do Brasil dos primeiros séculos, un'opera che consente agli studenti di leggere testi in tupi del XVI e XVII secolo, mostrando l'influenza di questa lingua nella cultura brasiliana. Nel 2005 ha svolto un post-dottorato in India, dove si è recato per studiare le origini del mito di São Tomé in Brasile.
Nel 2013 ha pubblicato Dicionário de tupi antigo: a língua indígena clássica do Brasil in cui descrive quasi ottomila parole di questa lingua, superando così l'opera Tesoro de la lengua guaraní di Antonio Ruiz de Montoya, che raccoglie circa cinquemila voci.

## Contributi

### Letteratura tupi
Eduardo Navarro è stato l'organizzatore e traduttore principale dei libri Poemas: lírica portuguesa e tupi (1997) e Teatro (1999), in cui ha scritto note esplicative e modernizzato l'ortografia originale dei testi, la maggior parte dei quali era stata scritta in lingua tupi antica da José de Anchieta.
A lui si devono anche la prefazione e le note a piè di pagina della riedizione di Uma festa brasileira di Ferdinand Denis, di cui ha tradotto una parte direttamente dalla lingua tupi antica. La prima edizione di questo libro era stata pubblicata nel 1850 a Parigi, mentre nel 2007 ne è stata pubblicata una nuova con una versione bilingue in francese e portoghese. Il brano tradotto da Navarro era Poemas brasílicos di padre Cristóvão Valente.

### Lettere degli indiani Camarão
Nel 2021 Navarro ha annunciato di aver tradotto le sei lettere degli indiani Camarão scoperte più di 130 anni fa nei Paesi Bassi, dove sono state conservate per quasi 400 anni. Le lettere, tutte in tupi, sono l'unica testimonianza di indigeni alfabetizzati in grado di scrivere nel periodo coloniale.

### Rinascita della lingua tupi

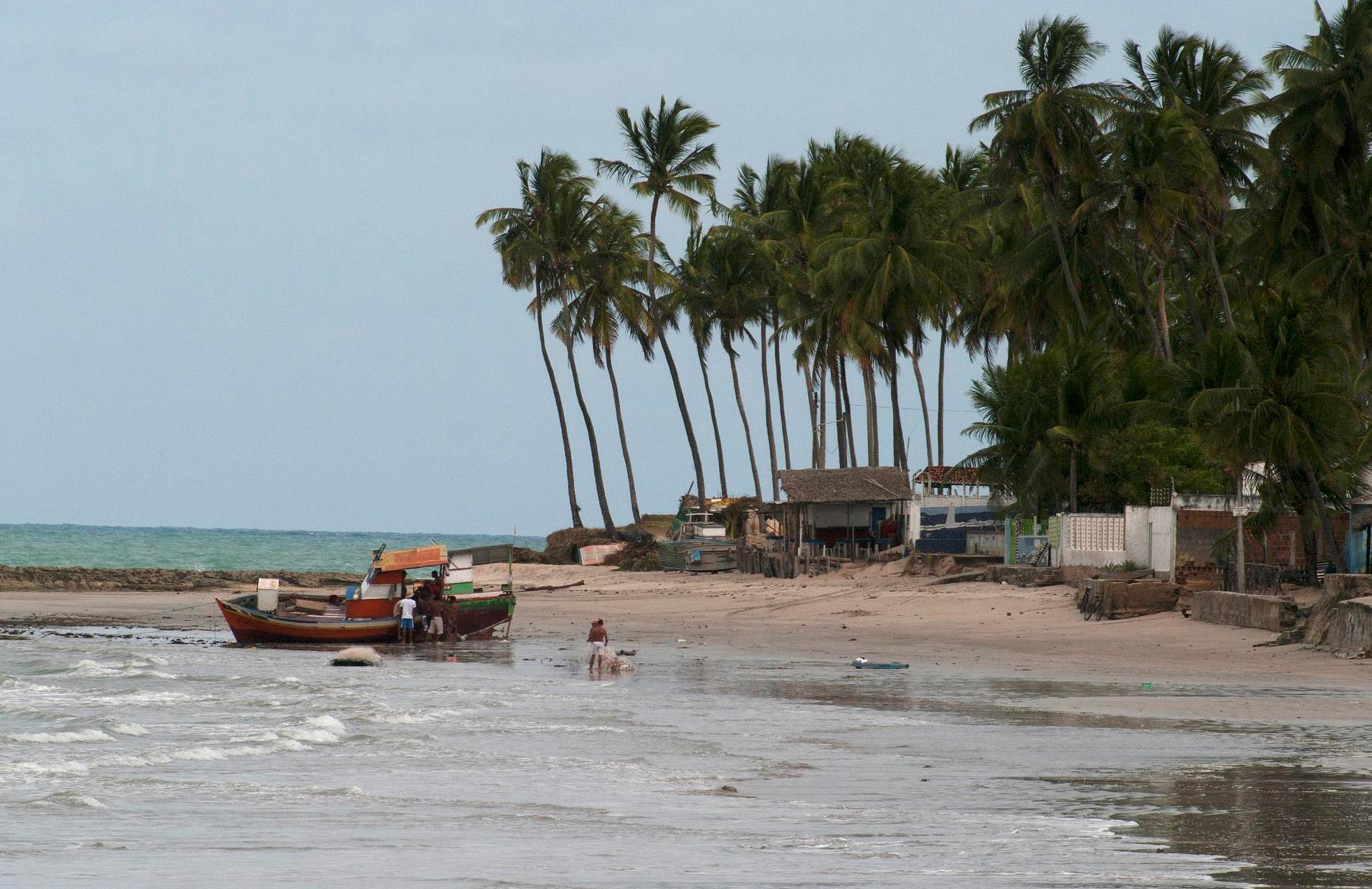
La spiaggia di Baía da Traição, nel cui comune omonimo si sta tentando di salvare la lingua indigena

Dal 2000 Eduardo Navarro si occupa di formazione degli insegnanti della lingua tupi antica per le scuole indigene di Paraíba nell'ambito di un'iniziativa chiamata Projeto Poti. Il primo corso tenutosi a Baía da Traição è durato due anni e ha formato 17 insegnanti delle scuole pitaguary per diffondere e riscoprire la conoscenza di questa lingua.
A questa iniziativa è seguita anche l'istituzionalizzazione della lingua tupi nel curriculum delle scuole indigene. Infatti la materia viene insegnata dai primi anni fino alle scuole superiori.

### Hans Staden(film)
Eduardo Navarro si è occupato della traduzione in tupi dell'intera sceneggiatura del film sull'avventuriero tedesco Hans Staden, che visitò il Brasile due volte nel XVI secolo.  Il lungometraggio diretto da Luiz Alberto Pereira è uscito nel 1999 in occasione delle celebrazioni per i 500 anni del Brasile.

## Opere selezionate
- (PT) José de ANCHIETA, Poemas: lírica portuguesa e tupi, traduzione di Eduardo de Almeida NAVARRO, 2.ª, São Paulo, Martins Fontes, 2004,  p. 240, ISBN 9788533619562.
- (PT) José de ANCHIETA, Teatro, traduzione di Eduardo de Almeida NAVARRO, 2.ª, São Paulo, Martins Fontes, 2006,  p. 224, ISBN 9788533621428.
- (PT) Eduardo de Almeida NAVARRO, Método moderno de tupi antigo: a língua do Brasil dos primeiros séculos, 3.ª, São Paulo, Global, 2005,  p. 464, ISBN 9788526010581.
- (PT) Eduardo de Almeida NAVARRO, Dicionário de tupi antigo: a língua indígena clássica do Brasil, 1.ª, São Paulo, Global, 2013,  p. 624, ISBN 9788526019331.
- Eduardo de Almeida NAVARRO, Curso de língua geral (nheengatu ou tupi moderno): a língua das origens da civilização amazônica, 2.ª, São Paulo, Centro Angel Rama, 2016,  p. 112, ISBN 9788591262021.
- (PT) Histórias em língua geral da Amazônia, 1.ª, São Paulo, Centro Angel Rama, 2017,  p. 112, ISBN 9788591262038.